# ペギー・オニール
ペギー・オニール（Peggy O'Neal、Peggy O'Neil、Peggie O'Nealとの表記もある、6月8日生） は、アメリカ合衆国の女性声優。ムーアパーク・カレッジ非常勤教授、メアリーマウント大学講師。

## 出演作品

### テレビアニメ
2000年
- デジモンアドベンチャー02（本宮純、ボタモン）

2001年
- デジモンテイマーズ（李小春、小野寺恵）

2002年
- マシュランボー（ヤクモ）
- デジモンフロンティア（ラーナモン、バーガーモン、ポヨモン）

2003年
- 人造人間キカイダー THE ANIMATION（ニュースキャスター）

2004年
- WOLF'S RAIN（ハモナ）
- 攻殻機動隊 STAND ALONE COMPLEX（タチコマ、子供素子）

2005年
- 絢爛舞踏祭 ザ・マーズ・デイブレイク（MAKI）
- 攻殻機動隊 S.A.C. 2nd GIG（タチコマ）
- スクラップド・プリンセス（エルフィティーネ）
- B-伝説! バトルビーダマン（リエナ・グレース・ビンセント）
- プラネテス（元妻）

2006年
- 交響詩篇エウレカセブン（ダイアン・サーストン、メーテル、次回予告ナレーター）
- デュエルマスターズフラッシュ（真中紗雪（2代目））

2008年
- らき☆すた（峰岸あやの、柊みき、店員3）

2009年
- * コードギアス 反逆のルルーシュR2（双葉綾芽、ドロテア・エルンスト）

2021年
- かげきしょうじょ!!（星野マリ）

### 劇場アニメ
2000年
- Digimon: The Movie[2]（ボタモン）

2003年
- カウボーイビバップ 天国の扉

2005年
- デジモンテイマーズ 暴走 デジモン特急（李小春）
- デジモンテイマーズ 冒険者たちの戦い（小野寺恵）

2011年
- 交響詩篇エウレカセブン ポケットが虹でいっぱい（マリア）

### OVA
2004年
- キカイダー01 THE ANIMATION（リエコ）
- タチコマな日々（タチコマ）

2006年
- 天地無用! 魎皇鬼 第三期（柾木天女、女）
- 天地無用! 魎皇鬼 第三期プラス1（柾木天女）

2007年
- Mosaic（声）

### ゲーム
2007年
- ゴーストライダー（ロクサーヌ・シンプソン）
- スプリームコマンダー

2010年
- HOSPITAL. 6人の医師（エマ・ウィルソン）

2011年
- Saints Row: The Third

2013年
- Saints Row IV

### 特撮
2001年
- パワーレンジャー・タイムフォース（ADRループグループ）

2002年
- パワーレンジャー・ワイルドフォース（ウエディングドレスオルグの声、ADRルーピンググループ）

### テレビドラマ
1991年
- スーパーフォース（マリアン・ブラック）
- スーパーボーイ（アズリエル）

1992年
- スーパーフォース（マリアン・ブラック）

1993年
- スワンプ・シング（キャサリン）
- フルハウス（ウェイトレス）

1994年
- シークエスト（アニタ）

1995年
- シークエスト（カウフマン博士、ヨハンセン博士）
- シークレット・アイズ　華麗なる作戦（アイリス・カニンガム）

1996年
- シェルビーの事件ファイル（ラモーナ・フィンリー）
- Second Noah（シーラ）
- ダークスカイ（ADRループグループ）
- 炎のテキサス・レンジャー（ADRループグループ）

1998年
- ドーソンズ・クリーク（ADRループグループ）

1999年
- V.I.P. (テレビドラマ)\V.I.P.（ADRループグループ）

2003年
- ギルモア・ガールズ（ADRループグループ）
- CSI:マイアミ（ADRループグループ）

2004年
- CSI:ニューヨーク（ADRループグループ）
- Joan of Arcadia（ADRループグループ）
- チャームド（ADRループグループ）

2005年
- ヤング・スーパーマン（ADRループグループ）

2006年
- ビューティフル・ピープル ニューヨークの天使たち（ADRループグループ）

2008年
- ザ・プロテクター/狙われる証人たち（ADRループグループ）

2015年
- スイッチ 〜運命のいたずら〜（ADRループグループ）

### 実写映画
1993年
- マチネー/土曜の午後はキッスで始まる（映画の女優）

1994年
- チャイナ・ムーン（デスク）

2000年
- プリズン・ライフ（ヘザー・スミス、ADRルーピンググループ）

2005年
- バタリアン5（声の出演）

2009年
- パブリック・エネミーズ（ADRループグループ）

### 短編映画
2000年
- Prison Life（ADRループグループ）

2003年
- The Last Stop Cafe（緊急通報電話オペレーター）

2018年
- Through the Veil（コリンズ教授）

### テレビ映画
1990年
- サイコ4（看護士）

2001年
- ジェシカおばさんの事件簿/二つの墓の謎（ADRループグループ）

2002年
- 地獄のヒーロー グラウンド・ゼロ（ADRループグループ）

2003年
- ジェシカおばさんの事件簿/遺言に隠された謎（ADRループグループ）

### オリジナルビデオ
2007年
- Mosaic（ヴァラボイスタレント）

## スタッフ参加作品

### 短編映画
2018年
- Soul Meets（製作総指揮、監督、脚本）
- I The Office Party（製作総指揮、監督、脚本）
- Through the Veil（製作総指揮、監督、脚本）

### テレビドラマ
2018年
- Shaken（製作総指揮、監督、脚本）

### 舞台
2014年
- Einstein（アシスタント・ディレクター、ボーカルコーチ）